# Wa Harid al-Mu'minin
Wa Harid al-Mu'minin (arabe : غرفة عمليات وحرض المؤمنين, Chambre d'opérations Et incite les Croyants) est une coalition djihadiste fondée en octobre 2018 pendant la guerre civile syrienne.

## Histoire
Wa Harid al-Mu'minin est fondé en octobre 2018 par quatre groupes djihadistes proches d'al-Qaïda : Tanzim Hurras ad-Din, Ansar al-Tawhid, le Front Ansar Dine et Ansar al-Islam. Ces derniers rejettent alors l'accord russo-turc de Sotchi établissant une zone démilitarisée à Idlib. Dès octobre, cette coalition commence à mener des attaques contre les troupes du régime syrien. Pendant l'offensive de Maarat al-Nouman et Saraqeb, les Français de Firqat al-Ghouraba se joignent à la chambre d'opérations. Le 3 mai 2020, Ansar al-Tawhid quitte Wa Harid al-Mu'minin. 